# Akkorokamui

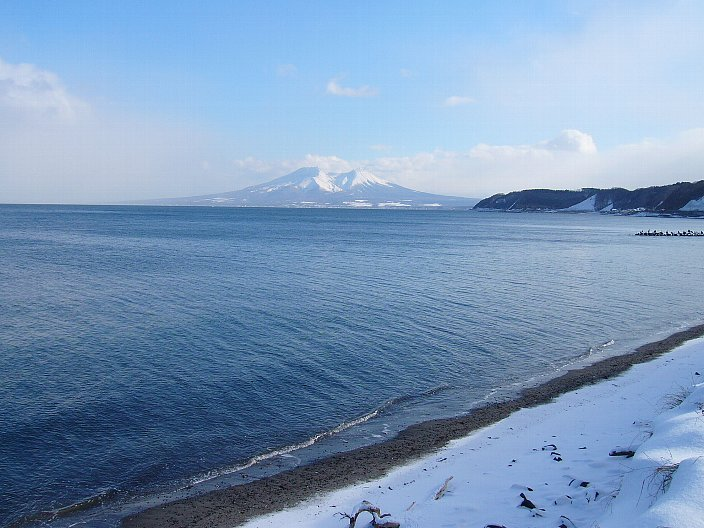
Bahía de Uchiura y Monte Komagatake cerca de la ciudad de Yakumo, Hokkaidō, mirando hacia el sureste.

Akkorokamui (アッコロカムイ) es un gigantesco pulpo, un monstruo del folclore ainu, que supuestamente se esconde en Bahía de Uchiura o Bahía de Funka en Hokkaidō. Su cuerpo es de color rojo y es enorme, puede alcanzar tamaños de hasta 120 metros de longitud.[cita requerida] Debido a su coloración y tamaño inmenso, es visible desde grandes distancias. Es, posiblemente, un calamar gigante o un pulpo que haya sido confundido.[cita requerida]